# Tanfoglio
Tanfoglio (Tanfoglio fratelli) est une entreprise italienne, dont les origines remontent au début du XXe siècle avec Bortolo Tanfoglio qui fabriquait et assemblait des platines pour tous les fabricants locaux de fusils de chasse dans son atelier de Magno, un petit hameau à proximité de Gardone Val Trompia, dans la province de Brescia, en Lombardie.

## Historique
Après la Seconde Guerre mondiale, Giuseppe Tanfoglio, son fils, a continué de produire des platines des fusils de chasse, mais, en 1948, il fonda une entreprise appelée SATA, avec la famille Sabatti, et la nouvelle société a commencé à produire des pièces pour tous les petits fabricants situé dans la vallée.
En 1953, SATA a commencé à produire ses premiers pistolets semi-automatiques en calibre 6,35 mm et .22 short. À la fin de 1960, la société SATA a été fermée et Giuseppe Tanfoglio fonda une nouvelle société appelée Giuseppe Tanfoglio en abandonnant l'activité des fusils de chasse à son ancien partenaire, la famille Sabatti.
La société Giuseppe Tanfoglio a produit dans les années 1960 d'autres pistolets semi-automatiques en calibre 6,35 mm (modèle Titan), .22 LR, 7,65 mm et des répliques des modèles Derringer et revolvers à double action en calibre 32S & W. La société a continué à produire ces modèles jusqu'en 1992 quand elle a été fermée en raison des changements du marché américain.
En 1969, la famille Tanfoglio fonda une nouvelle société appelée Fratelli Tanfoglio qui a produit dans les 70 des revolvers simple action en calibre 22lr et .22 Winchester Magnum et Derringer en cal.38Special.
Pendant les années 70 Fratelli Tanfoglio produisit également des pistolets semi-automatiques en calibre 380ACP mais c'est seulement au début des années 1980 que Tanfoglio a commencé à produire un nouveau modèle, le TA90.
Fratelli Tanfoglio a cessé de produire des revolvers simple action et des Derringer en 1990 et la production se concentre maintenant sur des pistolets semi-automatiques dans des calibres à partir du .22 LR jusqu'au .45 ACP.
En 1986, Tanfoglio Fratelli a conçu un pistolet pour les compétitions IPSC et les pistolets conçus par Tanfoglio Fratelli ont remporté 3 fois le Championnat du Monde IPSC, 2 fois le Championnat d'Europe.

## Pistolets
- Tanfoglio TA 95
- Tanfoglio Witness 1911
- Tanfoglio Force
- Tanfoglio P19 Combat et Tanfoglio P19 Combat Sport
- Tanfoglio modèle L (P21L, P19L)
- Tanfoglio Stock, Tanfoglio Stock II, Stock III, Stock Buzz, Stock III Special
- Tanfoglio Limited, Limited Pro
- Tanfoglio Gold Match[1]

## Vues

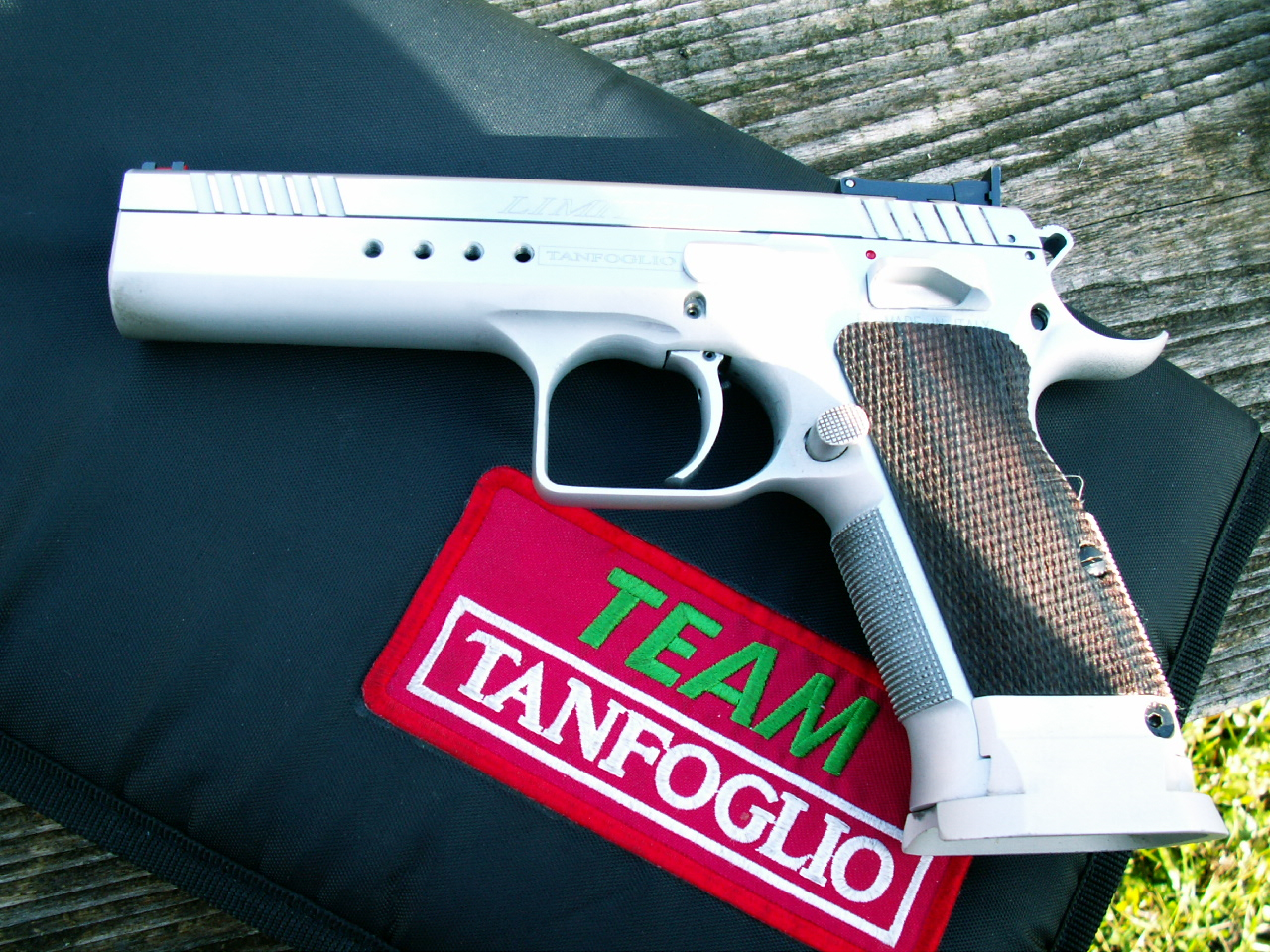
Tanfoglio Limited.
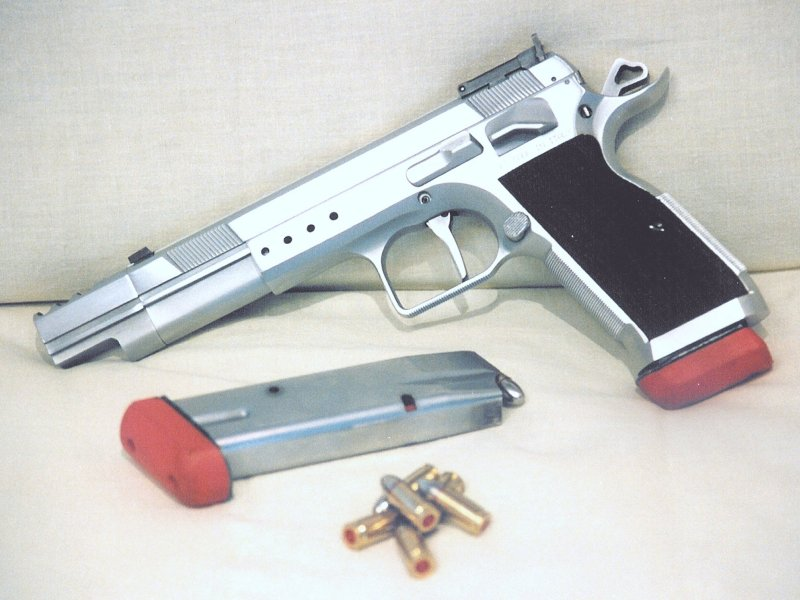
Tanfoglio Gold Team.
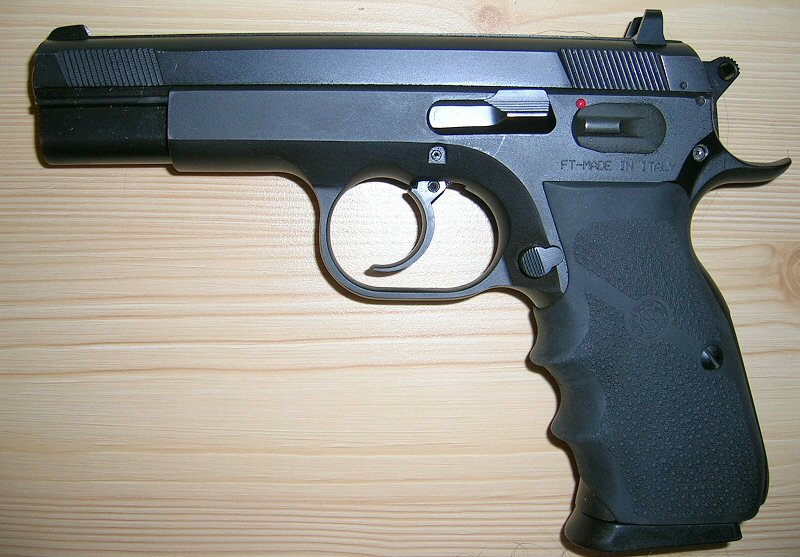
Tanfoglio T95 Combat/EAA 9 mm finition bleue.
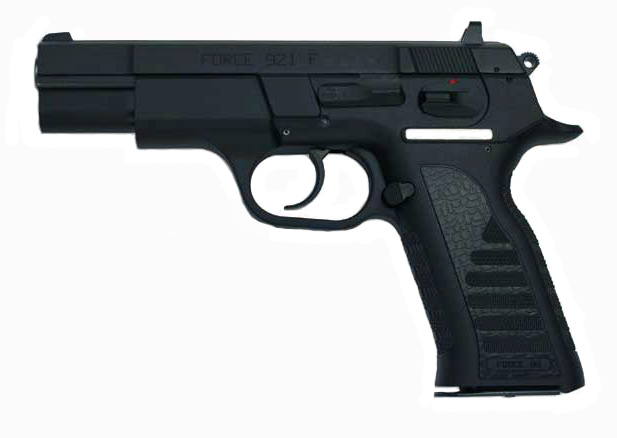
Tanfoglio Force 99 / EAA Witness Polymer P.

## Sources
- Voir liens externes